# Унбихексий
Унбихексият (Ubh) е все още неоткрит свръхтежък химичен елемент с атомен номер 126. Според някои хипотези той би трябвало да се намира в централната част на предполагаемия остров на стабилност и да има относително дълъг период на полуразпад.